# Lep dan za smrt
Lep dan za smrt, stilizirano kot 12. Lep dan za smrt, je drugi kompilacijski skupine Niet in njihov četrti album nasploh, ki je izšel leta 1996 pri založbi Vinylmania Records.

## Seznam pesmi
Vse pesmi je napisal Igor Dernovšek, razen, kjer je posebej navedeno.
1. »Umiranje« – 0:47
2. »Srečna mladina« – 0:45
3. »Zastave« – 0:49
4. »Melanholija« – 1:39
5. »Petek zvečer« – 0:52
6. »Ni izhoda« – 0:45
7. »Frustracije« – 1:12
8. »Depresija« (Dernovšek, Primož Habič, Robert Ristić, Rok Sieberer) – 3:44
9. »Izobčeni« – 2:26
10. »Perspektive« – 2:05
11. »Strah« – 2:06
12. »Lep dan za smrt« (Dernovšek, Aleš Češnovar,Tadeus Ròžewicz) – 5:27
13. »Vijolice« – 3:32
14. »Molk« (Dernovšek, Robert Likar) – 2:14
15. »Heroj« (Dernovšek, Habič) – 1:47
16. »Ritem človeštva« (Dernovšek, Sašo Jovanovski) – 2:27
17. »Sranje« – 1:11
18. »Februar« – 3:33
19. »Paranoja« – 3:13
20. »Sam« – 3:06
21. »Tvoje oči« – 2:37
22. »Ruski vohun« – 5:04
23. »Bil je maj (remix)« – 3:11

## Sodelujoči
- Primož Habič — vokal
- Igor Dernovšek — kitara (pesmi št. 1–12), vokal (pesmi št. 13–18)
- Robert Likar — kitara (pesmi št. 12−19)
- Šani Kolbezen — bas kitara (pesmi št. 16–19)
- Aleš Češnovar — bas kitara (pesmi št. 1–15, 20, 21)
- Tadej Vobovnik — bas kitara (pesmi št. 20–23)
- Borut Činč — Hammond orgle (pesmi št. 8, 20)
- Slavc Colnarič — bobni (pesmi št. 22, 23)
- Tomaž Bergant – Brehta — bobni (pesmi št. 12−15)
- Tomaž Dimnik — bobni (pesmi št. 1−10, 20, 21)
- Dadi Kašnar — bobni (pesmi št. 16–19)
- Rok Plešnar — bobni (pesmi št. 5–7)
- Tanja Ukmar — vokal (pesmi št. 1–11)